# Xavier Folguera Estruga
Xavier Folguera Estruga (Andorra la Vieja, 27 de agosto de 1988) es un voleibolista español de origen andorrano que jugaba como colocador en el Club Voleibol Teruel, equipo del que formaba parte desde la temporada 2015/2016 y con el que fue campeón de la Supercopa de España.

## Equipos
| Equipo                 | País    | Año         |
| ---------------------- | ------- | ----------- |
| Numancia Voley         | España  | 2008 - 2013 |
| Ushuaïa Ibiza Voley    | España  | 2013 - 2014 |
| C.V. Andorra           | Andorra | 2014        |
| Unicaja Almería        | España  | 2014 - 2015 |
| VBC AXIS Guibertin     | Bélgica | 2015        |
| C.V. Teruel            | España  | 2015 - 2017 |
| Volley Menen           | Bélgica | 2017 - 2019 |
| Noliko Maaseik         | Bélgica | 2019 - 2020 |
| C.D.V. Río Duero Soria | España  | 2020 - 2021 |
| C.V. Melilla           | España  | 2024 - Act. |

## Palmarés
Campeonatos Nacionales (2):
| Título                          | Club            | País   | Temporada   |
| ------------------------------- | --------------- | ------ | ----------- |
| Superliga Masculina de Voleibol | Unicaja Almería | España | 2014 - 2015 |
| Supercopa de España             | C.V. Teruel     | España | 2016 - 2017 |